# High Energy Protons
„High Energy Protons” – drugi singel oraz utwór brytyjskiego zespołu Juno Reactor wydany 16 maja 1994 roku w Wielkiej Brytanii przez wytwórnię NovaMute Records (wydanie CD i 12"). Singel pochodzi z debiutanckiego albumu Juno Reactor – Transmissions, składają się na niego 4 utwory: 2 remixy „High Energy Protons” oraz dwa remiksy drugiego utworu na krążku – „The Heavens”. Utwory te, podobnie jak większość produkcji zespołu, należą do nurtu muzyki psychedelic trance oraz goa trance. Singel został również wydany w Niemczech.

## Lista utworów
1. „High Energy Protons” (Orion Mix) – 6:31
2. „High Energy Protons” (Voodoo People Mix) – 7:21
3. „The Heavens” (Monolith Mix) – 7:01
4. „The Heavens” (Vapour Mix) – 7:00